# Aushi (langue)
Pour les articles homonymes, voir Aushi.
L’aushi (ou avaushi, vouaousi, ushi, usi, uzhil) est une langue bantoue parlée par les Aushis en République démocratique du Congo et en Zambie.

## Écriture
| a | b | ch | d | e | f | g | i | j | k | l | m | n | ng’ | ny | o | p | s | sh | t | u | w | y |